# Eric Stough
Eric “Butters” Stough (Evergreen (Colorado), 31 juli 1972) is een animatie-regisseur (ook wel omschreven als "regisseur animatie") en tegenwoordig ook producer van de animatieserie "South Park" dat wereldwijd wordt uitgezonden op Comedy Central.
Daarnaast had hij een figurantenrol als arrestant in de film "Orgazmo", en werkte hij mee aan veel van de andere projecten van Matt Stone en Trey Parker, zoals – naast "South Park" zelf – ook aan de film "South Park: Bigger, Longer & Uncut", "Team America: World Police" en de musical "The Book of Mormon". Zelf verklaarde Stough dat hij zijn werk laat inspireren door de "Jerry Springer Show". Het South Park-personage Butters Stotch is op Stough en diens beschermde opvoeding gebaseerd. In een toespraak in 2014 voor de Universiteit van Colorado te Boulder (kortweg 'UCB') verklaarde hij dat zijn bijnaam “Butters” afgeleid was van 'broertje', 'vriendje' en stond voor 'heilzaam persoon'.

## Biografie en opleiding
Naar eigen zeggen onderging Stough een beschermde en afgeschermde opvoeding, waarin hij deed wat hem werd opgedragen. Dit gegeven – samen met Stough's bijnaam – zou later de basis vormen voor het South Park karakter "Butters Stotch". Op 13-jarige leeftijd leerde Stough zijn school- en latere studiegenoot en collega Trey Parker kennen, met wie hij tijdens zijn onderwijs op de "Evergreen High School" aldaar deelnam aan musicals en het maken van korte films. Hij had aanvankelijk aspiraties om een animator voor Disney te worden en studeerde daarom de richting "Arts" (een studierichting met de nadruk op tekenen) op de Universiteit van Colorado te Boulder, maar Parker haalde hem over om over te stappen naar de richting 'Films' (voluit: "Fine Arts & Film Studies" ) die Trey Parker en Matt Stone zelf volgden aan de 'UCB', zodat hij veel gemakkelijker animatiefilms kon maken in plaats van te proberen zijn tekenvaardigheden te verbeteren. Tijdens zijn studie volgde Stough een stage bij "Jim Henson Productions" – de geestelijk vader en poppenspeler van onder meer de "Muppets" en (de poppen-personages in) "Sesame Street", en het uitvoerend productiebedrijf van de afleveringen ervan.

Stough behaalde in 1995 zijn Bachelor of Fine Arts-graad aan de 'UCB'. Na zijn afstuderen bleef hij een aantal jaren actief verbonden aan zijn alma mater als 'resident advisor' (een adviesfunctie) bij "Williams Villiage", de benaming van de studentenhuisvesting op de campus van de universiteit. Ook bleef hij nog langdurig en regelmatig actief – zowel ter plaatse als op afstand – en betrokken bij het ondersteunen en adviseren van andere 'UCB'-studenten die de studierichting "film en animatie" volgden.

## South Park
De samenwerking tussen Eric Stough, Trey Parker en Matt Stone begon al tijdens zijn studie in 1992 op de University of Colorado te Boulder, waar zij – nadat Stough (zoals hierboven al beschreven) door Parker was overgehaald naar hun studierichting, "Fine Arts and Film Studies" over te stappen – gezamenlijk aan animatieprojecten werkten. Deze projecten dienden behalve als studieobjecten ook als voorlopers van latere projecten zoals "Jesus vs. Frosty" dat onderdeel zou worden van het project "The Spirit of Christmas".

Tussen hun afstuderen in 1995 en 1997 zette het drietal hun gezamenlijke inspanningen voort (vrijwel zonder daarvoor betaald te worden of met hun (animatie)projecten inkomsten te genereren) en wisten uiteindelijk met "Jesus vs. Santa" als demo de serie "South Park" te verkopen aan de kabelzender Comedy Central (nadat het eerder toch door de landelijke (en via de ether te ontvangen) zender Fox was afgewezen). Dírect nadat de overeenkomst met Comedy Central in 1997 een feit was, werd Stough per omgaande ingehuurd als de eerste betaalde medewerker van South Park Studios, waar hij tot op de dag van vandaag nog  als producer en animatie-regisseur (en incidenteel als stemacteur) meewerkt aan de afleveringen van de serie South Park, alsook aan andere projecten van dit bedrijf. De andere South Park Studios-projecten waaraan Stough meewerkte waren niet altijd louter animatieprojecten, zoals onder meer met de succesvolle Broadway musical "The Book of Mormon" bewezen is.

## Filmografie

### Film
| Jaar | Titel                              | Rol/functie                                    | Opmerkingen        |
| ---- | ---------------------------------- | ---------------------------------------------- | ------------------ |
| 1997 | Orgazmo                            | Arrestant                                      | (als acteur)       |
| 1999 | South Park: Bigger, Longer & Uncut | Regisseur animatie (animation-director)        | Avondvullende film |
| 1999 | Revenge of the Roadkill Rabbit     | Regisseur, executive producer, scenarist       | Korte film         |
| 2004 | Team America: World Police         | Animator, aanvullende animatie                 | Avondvullende film |
| 2010 | The People vs. George Lucas        | Zichzelf (regisseur animatie van "South Park") | Documentaire       |

### Televisie
| Jaar       | Titel                                   | Rol/functie                  | Opmerkingen                                                         |
| ---------- | --------------------------------------- | ---------------------------- | ------------------------------------------------------------------- |
| 1997–heden | South Park                              | Producer, regisseur animatie | Tevens stemacteur voor de "niet-gedempte" stem van Kenny McCormick. |
| 1999       | Goin' Down to South Park                | Zichzelf                     | Tv-documentaire                                                     |
| 2011       | 6 Days to Air: The Making of South Park | Zichzelf                     | Tv-documentaire (achter de schermen bij "South Park")               |

### Diversen
| Jaar | Titel                               | Rol/functie         | Opmerkingen |
| ---- | ----------------------------------- | ------------------- | ----------- |
| 1993 | Cannibal! The Musical               | Productie-assistent | Musical     |
| 2011 | The Book of Mormon                  | Illustrator         | Musical     |
| 2014 | South Park: The Stick of Truth      | Producer            | Video game  |
| 2017 | South Park: The Fractured but Whole | Producer            | Video game  |
| 2017 | South Park: Phone Destroyer         | Producer            | Video game  |

## Prijzen en onderscheidingen
Eric Stough sleepte een aanzienlijk aantal nominaties en prijzen in de wacht, zoals vooral Emmy Awards, maar ook een Peabody Award, een prijs voor een korte film en een eervolle vermelding voor een Game of the Year (voor het computerspel "The Stick of Truth").

### Overzicht
| Onderscheiding                                                     | Voor                                            | Aantal nominaties | Aantal gewonnen               | Categorie                    |
| ------------------------------------------------------------------ | ----------------------------------------------- | ----------------- | ----------------------------- | ---------------------------- |
| Emmy Award                                                         | "South Park"                                    | 14                | 5                             | Outstanding Animated Program |
| Peabody Award                                                      | "South Park"                                    | 1                 | 1                             | –                            |
| Athens International Film and Video Festival Award (2000)          | "Revenge of the Roadkill Rabbit"                | 1                 | 1                             | Short Film                   |
| 2014 National Academy of Video Game Trade Reviewers (NACGTR) Award | "South Park: The Stick of Truth" (computergame) | 1                 | Credits (eervolle vermelding) | Game of the Year             |

- Biblioteca Nacional de España: XX4857390
- International Standard Name Identifier: 0000 0001 1947 8483
- Library of Congress Control Number: no2007056047
- Nederlandse Thesaurus van Auteursnamen: 327587156
- Système universitaire de documentation: 199743959
- Virtual International Authority File: 26841955
- WorldCat: E39PBJgXhfFX4kjQQQ9YRfgqcP